# Coronilla juncea
La coronilla de hojas finas  (Coronilla juncea) es un arbusto de la familia de las fabáceas.

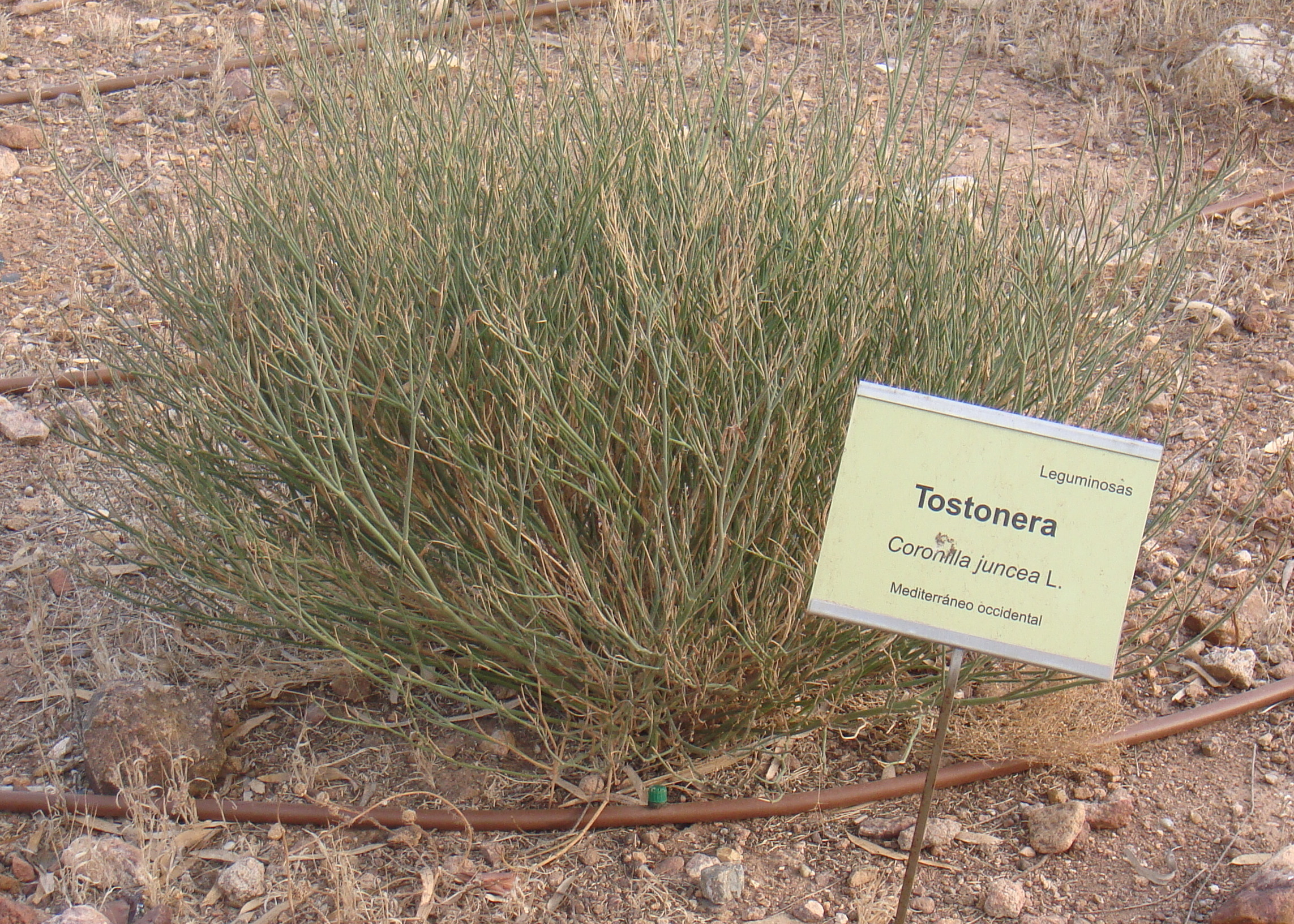
Vista de la planta

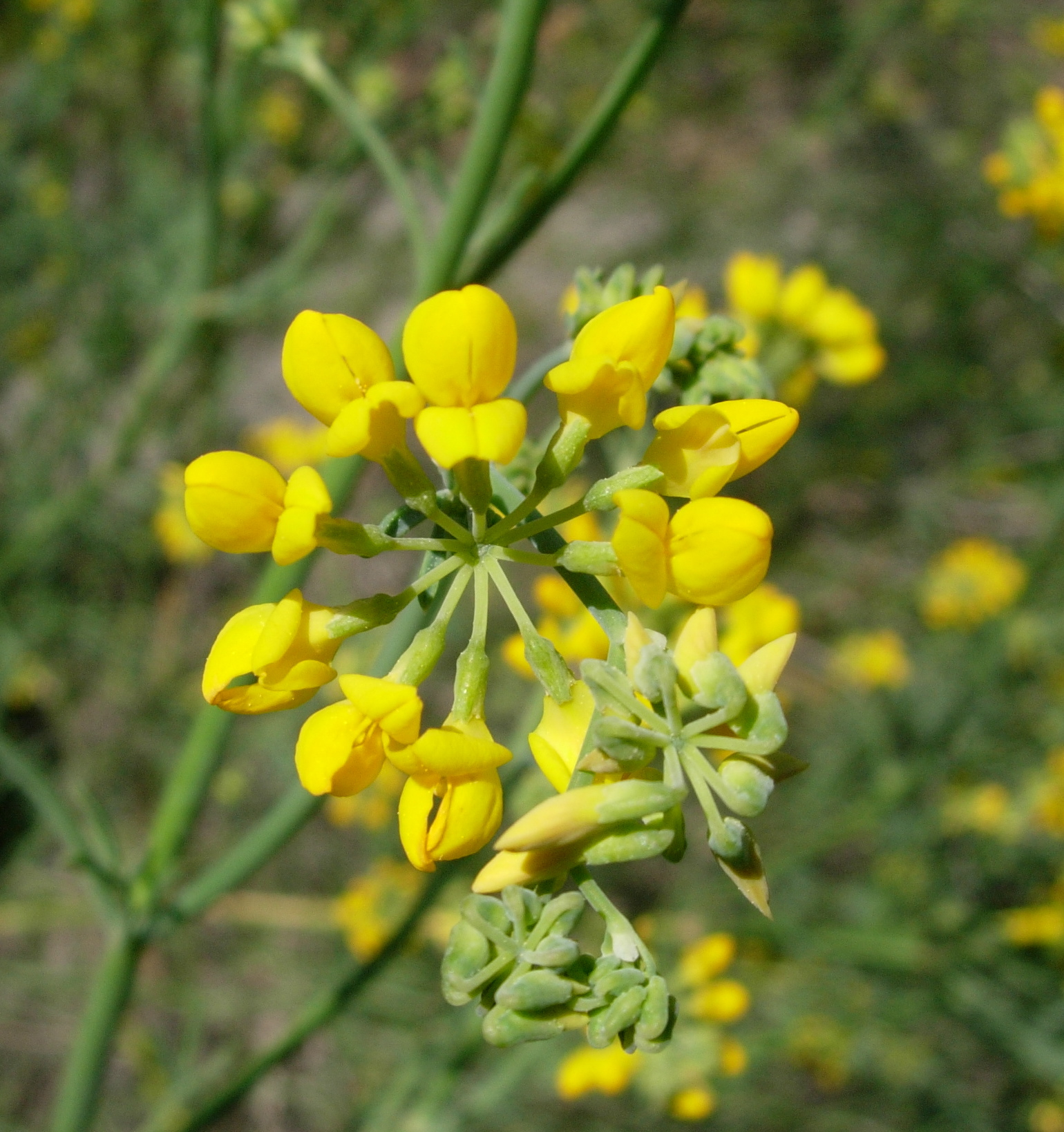
Flores

## Descripción
Arbusto de hasta 2 m. Tallos verdes, de fácil aplastamiento, con entrenudos largos. Hojas caedizas, con raquis foliáceo, imparipinnadas, con 2-3 pares de foliolos. Las flores se agrupan en número de 2 a 6, amarillas, sostenida el grupo de flores por pedúnculos más largos que las hojas. Fruto legumbre con constricciones poco marcadas. Florece en primavera y verano. Su nombre científico viene a significar "coronilla juncal" (del latín iuncus: junco), por sus tallos gráciles y desnudos que motivaron que Jean Bauhin (1541-1612) la denominara en otros tiempos Colutea caule genistae fungoso (espantalobos de tallo esponjoso como de genista).

## Hábitat
Sobre suelos pedregosos y arenosos. Sobre matorrales secos y soleados, principalmente en terrenos calizos, desde el nivel del mar hasta unos 800 m de altitud

## Distribución
En gran parte del Mediterráneo sobre todo en la zona occidental. En el este centro y sur de la península ibérica, además de en las Islas Baleares (Mallorca y Menorca).

## Taxonomía
Coronilla juncea fue descrita por Carlos Linneo y publicado en Species Plantarum 2: 742. 1753.
Etimología
Coronilla: género de las Leguminosas establecido por Tournefort y revalidado por Linneo; el nombre se tomaba de Lobelius, quien a su vez se inspiró en el nombre vulgar español, según Carolus Clusius, de la C. minima subsp. lotoides (Koch) Nyman (C. clusii auct., Leguminosas), “Coronilla del Rey” –esp. coronilla f. = diminutivo de corona–. Se alude a la forma de la inflorescencia.
juncea: epíteto latino que significa "como un junco", porque pierde la hoja cuando llega el calor y sólo quedan los tallos y recuerda a los juncos.
Citología
Número de cromosomas de Coronilla juncea (Fam. Leguminosae) y táxones infraespecíficos: 2n=12

## Nombre comunes
- Castellano: coletuy, coronilla,  coronilla de hoja fina, coronilla de hojas, ginestera, lentejuela de Portugal.[8]